# 1012 (numero)
Milledodici (1012) è il numero naturale dopo il 1011 e prima del 1013.

## Proprietà matematiche
- È un numero pari.
- È un numero composto da 12 divisori: 1, 2, 4, 11, 22, 23, 44, 46, 92, 253, 506, 1012. Poiché la somma dei suoi divisori (escluso il numero stesso) è 1004 < 1012, è un numero difettivo.
- È un numero odioso.
- È un numero congruente.
- È parte delle terne pitagoriche (45, 1012, 1013), (759, 1012, 1265), (816, 1012, 1300), (1012, 1995, 2237), (1012, 2691, 2875), (1012, 5520, 5612), (1012, 5775, 5863), (1012, 11109, 11155), (1012, 11616, 11660), (1012, 23265, 23287), (1012, 64005, 64013), (1012, 128016, 128020), (1012, 256035, 256037).

## Astronomia
- 1012 Sarema è un asteroide della fascia principale del sistema solare.
- NGC 1012 è una galassia nella costellazione dell'Ariete.
- IC 1012 è una galassia nella costellazione di Boote.

## Astronautica
- Cosmos 1012 è un satellite artificiale russo.